# Architectibranchia
Architectibranchia Haszprunar, 1985 è un ordine di molluschi gasteropodi eterobranchi di incerta collocazione tassonomica.

## Tassonomia
Il raggruppamento fu originariamente definito nel 1985 dal malacologo austriaco Gerhard Haszprunar come ordine contenente tre superfamiglie di controversa collocazione: Acteonoidea, Diaphanoidea e Ringiculoidea, in precedenza incluse nell'ordine Cephalaspidea.
La superfamiglia Diaphanoidea è stata successivamente esclusa dal raggruppamento e riassegnata all'ordine Cefalaspidea. La superfamiglia Acteonoidea è stata assegnata, assieme a Rissoelloidea, al clade Acteonimorpha. Infine la superfamiglia Ringiculoidea ha rivelato inaspettatamente strette affinità con gli altamente dissimili Nudipleura e i due raggruppamenti sono stati pertanto accomunati in un nuovo taxon denominato Ringipleura. Sia Acteonimorpha che Ringipleura sono attualmente considerati come subterclassi dell'infraclasse Euthyneura.
Il World Register of Marine Species (2020) accetta Architectibranchia come "rappresentazione alternativa" dell'infraclasse "[unassigned] Heterobranchia", un raggruppamento probabilmente parafiletico, che comprende le seguenti famiglie estinte:
- Superfamiglia Acteonelloidea Gill, 1871 †
  - Acteonellidae Gill, 1871 †
- Superfamiglia Nerineoidea Zittel, 1873 †
  - Ceritellidae Wenz, 1938 †
  - Eunerineidae Kollmann, 2005 †
  - Itieriidae Cossmann, 1896 †
  - Nerineidae Zittel, 1873 †
  - Nerinellidae Pchelintsev, 1960 †
  - Pseudonerineidae Pchelintsev, 1965 †
  - Ptygmatididae Pchelintsev, 1960 †
- Superfamiglia Streptacidoidea Knight, 1931 †
  - Cassianebalidae Bandel, 1996 †
  - Streptacididae Knight, 1931 †
- famiglie incertae sedis
  - Dolomitellidae Bandel, 1994 †
  - Kuskokwimiidae Frýda & Blodgett, 2001 †
  - Misurinellidae Bandel, 1994 †

Il termine "[unassigned] Heterobranchia" sta ad indicare che queste famiglie, pur avendo caratteristiche che ne sanciscono l'appartenenza agli Heterobranchia, non fanno parte del gruppo corona degli stessi. In altre parole farebbero parte dello "stem group Heterobranchia".